# مو (مصارع محترف)
مو (بالإنجليزية: Robert Horne)‏ هو مصارع محترف أمريكي، ولد في 13 أبريل 1964 في هارلم في الولايات المتحدة.

## وصلات خارجية
- مو على موقع WrestlingData.com (الإنجليزية)
- مو على موقع CageMatch worker (الإنجليزية)
- مو على موقع قاعدة بيانات المصارعة على الإنترنت (الإنجليزية)
- مو على موقع قاعدة بيانات المصارعة على الإنترنت (الإنجليزية)
- مو على موقع عالم المصارعة على الإنترنت (الإنجليزية)
- مو على موقع عالم المصارعة على الإنترنت (الإنجليزية)
- مو على موقع IMDb (الإنجليزية)
- مو على موقع قاعدة بيانات الفيلم (الإنجليزية)